# 匹茲堡 (密蘇里州)
匹茲堡（英語：Pittsburg）是位於美國密蘇里州希科里縣的非建制地區。

## 歷史
匹茲堡的郵局自1846年營運至今。

## 地理
匹茲堡所處的海拔為高於海平面318米（即1043英呎），而該地所採用的時區為UTC-6，即北美中部時區（CST）。同時該地設有夏令時間，為UTC-6調快一小時，即UTC-5（CDT）。